# Mediterrània (revista)
Mediterrània fou una revista d’arts i lletres que va dirigir Josep Maria de Riquer i Palau. Va ser una publicació mensual els seus dos primers números, entre el febrer i març de 1915; i quinzenal en les dues darreres ocasions que fou publicada, el mes d’abril del mateix any. Perseguia l’objectiu principal d’ocupar-se dels joves artistes, tant catalans com estrangers, relacionats amb l’art pictòric i musical.
La revista Mediterrània acompanyà, amb els dos primers números de la publicació, un suplement musical amb cada exemplar.

## Història

### Naixement
La revista és publicada per primera vegada el febrer de 1915 a la ciutat de Barcelona i editada per l'editorial La Renaixensa. La periodicitat de la publicació varià en les seves quatre edicions publicades: mentre que els dos primers exemplars foren publicats de manera mensual; les dues següents (i darreres) es publicaren en un període quinzenal. El preu de la revista també varia, d’igual mode que la periodicitat: mentre que la primera edició tingué un preu de vint cèntims; la tercera i la quarta costaven deu cèntims d’euro. El preu de la segona edició de la revista, no surt anomenat a la respectiva capçalera, però podem deduir que, tenint en compte la similitud, costava el mateix que la primera.
El format de la portada i la revista, també evoluciona malgrat que només es publiquin quatre edicions. En la primera i la segona, la publicació té un format més extens (36 i 32 pàgines respectivament). La portada ocupa la primera plana sencera i s’hi pot distingir el nom de la publicació entre una corona amb dibuixos; l’any i número respecte la primera publicació de la revista; les especialitats de la revista; el lloc i dia de la publicació; i l’any, expressat en nombres romans. En les darreres edicions editades, l'extensió era de quatre pàgines per cada número publicat. La portada ocupava només la part superior de la primera plana on s’hi destacava, a part del nom, l’any respecte la primera edició i el número de la publicació respecte el mateix; el dia, mes i any de la publicació; el tipus de publicació; la periodicitat; les especialitats de la revista; i el seu preu en pessetes.

El perquè de la creació de la revista, el podem veure en la Salutació en la pàgina número 5 del primer exemplar, publicat el 15 de febrer de 1915:

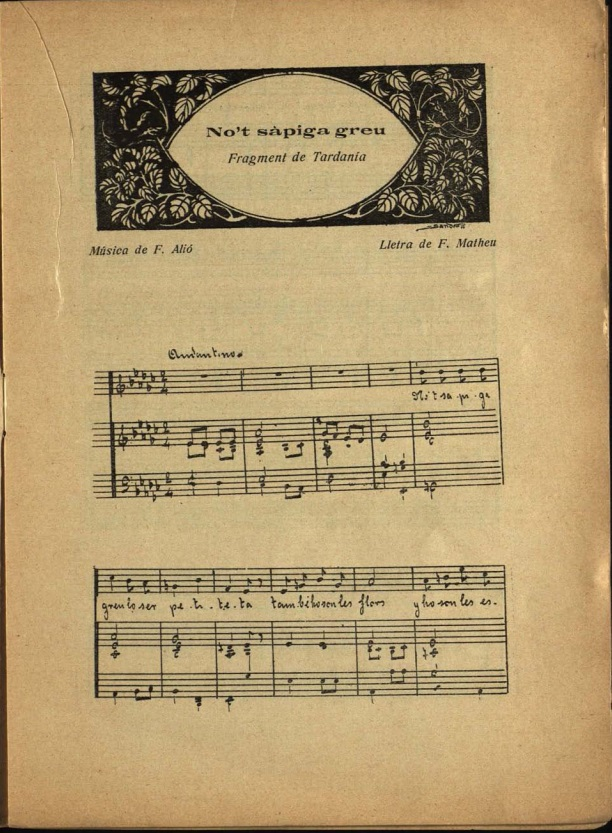
Exemple del suplement musical del segon número de la revista Mediterrània

«Hem cregut que una revista d'art no es tan sols la literatura y la pintura que ha d'abarcar, creim que la música, art del que s'han fet verdaderes marabelles, pot ésser més, que en altres arts, es necesari, per una revista artistica.
(...) Volem, ja que som independents, apreciar tot art que s'ho moreixi sens distinció ni fronteres, car, per l'art dupto que hi hagin divisions de terrenys, l'art no té frontera.
(...) També hem cregut que'l teatre pot inquibir-se 'en una revista d'art. No son artistes Ibsen, Goethe, etc.?
Y per fer-lo més curiós interessant i divertit, hem cregut que'l sport, ara que tantes il·lustracions d'art l'han admès i no sens raó, hem cregut, que agradarà.

L'art que volem ensenyar-vos no és rebuscat, no és tant sublim, que no més uns quants de molt saber l'entenguin, voldríem posar-nos a l'alcanç de tothom, que tothom ens entengués, que a tothom interesséssim.»

### Suspensions
La revista té un recorregut temporal tant curt que no s’han de destacar suspensions entre una publicació i una altra.
En relació amb els suplements, cal destacar que les dues primeres edicions gaudien de quatre planes de suplement musical, amb les partitures corresponents de cada peça, mentre que les dues darreres no.

### Fi
En la revista no es dona cap explicació de perquè només se’n publiquen quatre. De la mateixa manera, no es diu en cap moment la raó principal perquè ja no torni a sortir cap altre número de la revista.

## Número monogràfic rellevant
El número monogràfic més rellevant d’aquesta revista, podríem dir que és la seva primera edició. Ja que degut a la seva curta duració, no coincideix amb qualsevol altre esdeveniment polític o social important de l’època.

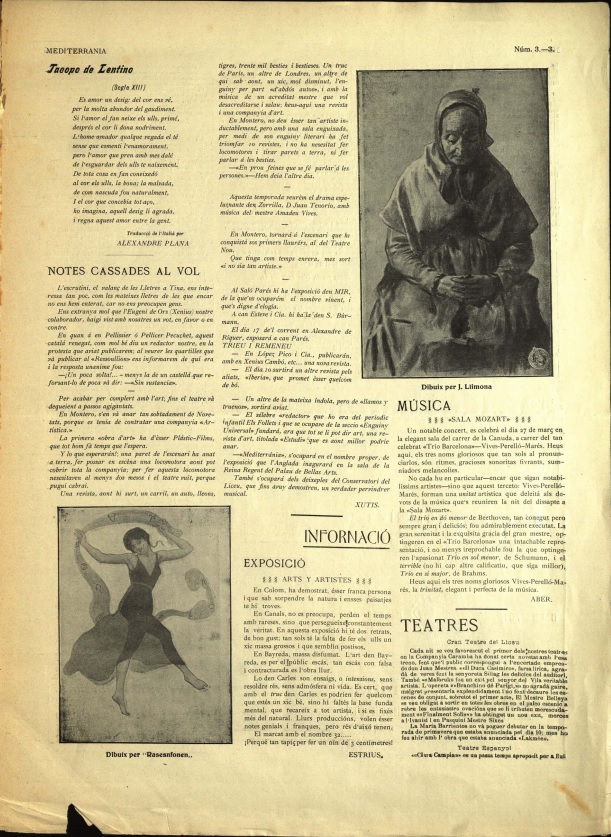
Canvi en l'estil de publicar les dues últimes edicions

## Format i continguts
El contingut principal de la revista, com s'ha dit, engloba tota obra d’art pictòrica, musical i literària, juntament amb ressenyes d’obres de mateixa índole que les anteriors, representacions teatrals i cròniques esportives, generalment de futbol.

### Format primers números (1-2)
La publicació en els seus primers dos númerosno tenia unes seccions clarament marcades, de fet, en la primera edició no hi ha publicades les ressenyes d’esport i d’exposicions per maca d’espai, segons la mateixa primera edició. Tot i això, podem destacar l'existència de ressenyes o reflexions dels principals col·laboradors o el mateix fundador, els suplements musicals, i al final, l’apartat on els anunciants es donaven a conèixer.

### Format darrers números (3-4)
En els dos darrers números, tampoc hi ha una clara organització relacionada amb els temes tractats. La majoria són articles d’opinió dels col·laboradors que expressen discrepàncies en la manera de fer art, o ressenyes d’obres, ja siguin literàries o de teatre. Igual que en les primeres edicions, l’última part, al voltant de mitja pàgina, restava lliure pels anunciants.

### Continguts per número publicat
| Portada        | Articles | Ressenyes                                             | Suplement musical                                                        |
| -------------- | --- | ----------------------------------------------------- | ------------------------------------------------------------------------ |
| Primer número: | "La característica de l'art mediterrani", de Francesc Pujols. Pàgina 6. "L'ensenyança de l'art i l'educació per la vida", d'Eugène Carrière. Pàgina 8. "Una carta", d'Alexandre de Riquer. Pàgina 11. "Ella", poema d'Apeles Mestres. Pàgina 14. "La Clapada", de Vicens i Domènec Corominas i Prats. Pàgina 16. "Pep Ventura", de Felipe Pedrell. Pàgina 20. “No és qüento...”, de Joaquim Montero. Pàgina 23. Entrevista a Paquita Madriguera, de T. de Dafnis. Pàgina 26. | Teatres                                               | "Cant Religios", de Paquita Madriguera.                                  |
| Segon número:  | “L’antiguitat i l'estètica”, de Francesc Pujols. Pàgina 5. “Flor de neu”, d'Alexandre de Riquer. Pàgina 7. “Cap de brot”, de Joaquim Montero. Pàgina 11. “Falta d’educació musical”, de Paquita Madriguera. Pàgina 13. “El “Mono-Sabio””, d’Emili Graells. Pàgina 18. | Exposicions Teatres Sports                            | “No et sàpiga greu”, amb música de Francisco Alió i lletra de F. Mathen. |
| Tercer número: | “¡Pobre Art!...”, de T. de Dafnis. Pàgina 1. “El Alcázar”, de Salvador Larraga. Pàgina 1. “La balada dels sants reis”, poema d'Apeles Mestres. Pàgina 2. “Taeopo de Lentino”, traduït per Alexandre Plana. Pàgina 3. | Notes cassades al vol Exposició Música Teatres Sports |                                                                          |
| Quart número:  | “Anglada”, d'Alexandre de Riquer. Pàgina 1. “Joaquin Mir”, d'Alexandre de Riquer. Pàgina 2. “Andrea Lancio Florentí”, traduït per Alexandre Plana. Pàgina 2. “Laudes”, d’Andrée Bearn que fou el pseudònim de Marguerite Laborde. Pàgina 2. “Odissea”, de Carme Karr. Pàgina 3. “Quomodo sedet sola...” de J. Rosich. Pàgina 3. “Xavier Gosé”, de René Puaux. Pàgina 3. | Notes cassades al vol Teatres                         |                                                                          |

## Participants de la revista

### Director
L’únic director que la revista tingué en els seus quatre números publicats fou Josep Maria de Riquer. De Riquer nasqué a Barcelona i, més enllà de director de la revista Mediterrània, fou escriptor i dibuixant. S’especialitzà en exlibris. A més, publicà altres llibres com: Por tierra dorada (1920), La cançó del Sena (1924) que il·lustrà i ell mateix, i La nina del capell verd (1926) que ell mateix qualificà de novel·la futurista.

### Redactors
Els redactors que participaren en l'elaboració dels diferents articles que es publicaren de la revista i formaven part del seu editorial són:
T. de Dafnis
Francesc Pujols
Sandro 
Alexandre de Riquer
Eugeni d’Ors (Xenius) 
Domènec Corominas i Prats
V. Corominas Prats 
Apeles Mestres
Joaquim Montero
Ayné Rabell
Salvador Larraga 
Alexandre Plana
Carme Karr
Víctor Català, pseudònim de Caterina Albert.
Emili Graells
F. Grau
Paquita Madriguera
Felipe Pedrell
F. Lliurat
E. Daniel
F. Figueres

### Dibuixants
Els dibuixants que participaren en les il·lustracions d’alguna de les edicions de la revista foren: 
Alexandre de Riquer
Sandro 
M. Andreu  
Joan Colom
J. Llimona 
Roca 
Saló

### Col·laboracions estrangeres
La revista Mediterrània comptà amb col·laboracions que, en fragments de la mateixa revista, són qualificades com a procedents de França, Anglaterra i Alemanya.